# Autoritratto entro uno specchio convesso
L'Autoritratto entro uno specchio convesso è un dipinto a olio su tavola convessa (diametro 24,4 cm) del Parmigianino, databile al 1524 circa e conservato nel Kunsthistorisches Museum di Vienna.

## Storia
L'opera è citata ampiamente da Vasari che la ricordò tra i dipinti di piccolo formato che l'artista preparò per portare con sé a Roma, nel viaggio del 1525. In particolare l'autoritratto doveva essere un biglietto da visita delle capacità virtuose dell'artista, come lo stesso Vasari scrisse affinché «gli facesse entratura ... agli artefici di professione», dilungandosi a ricordare la genesi, la qualità e l'apprezzamento dell'opera: «per investigare le sottigliezze dell'arte, si mise un giorno a ritrarre se stesso, guardandosi in uno specchio da barbieri, di que' mezzo tondi. Nel che fare, vedendo quelle bizzarrie che fa la ritondità dello specchio, nel girare che fanno le travi de' palchi, che torcono e le porte e tutti gl'edifizi che sfuggono stranamente, gli venne voglia di contrafare per suo capriccio ogni cosa. Laonde, fatta fare una palla di legno al tornio, e quella divisa per farla mezza tonda e di grandezza simile allo specchio, in quella si mise con grande arte a contrafare tutto quello che vedeva nello specchio e particolarmente se stesso tanto simile al naturale, che non si potrebbero stimare, né credere. E perché tutte le cose che s'appressano allo specchio crescono, e quelle che si allontanano diminuiscono, vi fece una mano che disegnava un poco grande, come mostrava lo specchio, tanto bella che pareva verissima; e perché Francesco era di bellissima aria et aveva il volto e l'aspetto grazioso molto e più tosto d'Angelo che d'uomo, pareva la sua effigie in quella palla una cosa divina. Anzi gli successe così felicemente tutta quell'opera, che il vero non istava altrimenti che il dipinto, essendo in quella il lustro del vetro, ogni segno di riflessione, l'ombre et i lumi sì propri e veri, che più non si sarebbe potuto sperare da umano ingegno».
L'opera venne donata a papa Clemente VII e in seguito fu regalata a Pietro Aretino, nella cui casa la vide, da bambino, Vasari stesso. Passò poi allo scultore vicentino Valerio Belli e, dopo la sua morte nel 1546, al di lui figlio Elio. Tramite l'intermediazione di Andrea Palladio, l'autoritratto - all'epoca già famoso - passò nel 1560 a Venezia, allo scultore Alessandro Vittoria, che lo destinò in eredità all'imperatore Rodolfo II. Arrivato a Praga nel 1608, venne poi trasferito nelle raccolte imperiali di Vienna, dove venne esposto nella Schatzkammer con attribuzione al Correggio. Dal 1777 si trova nel museo viennese.

## Descrizione e stile

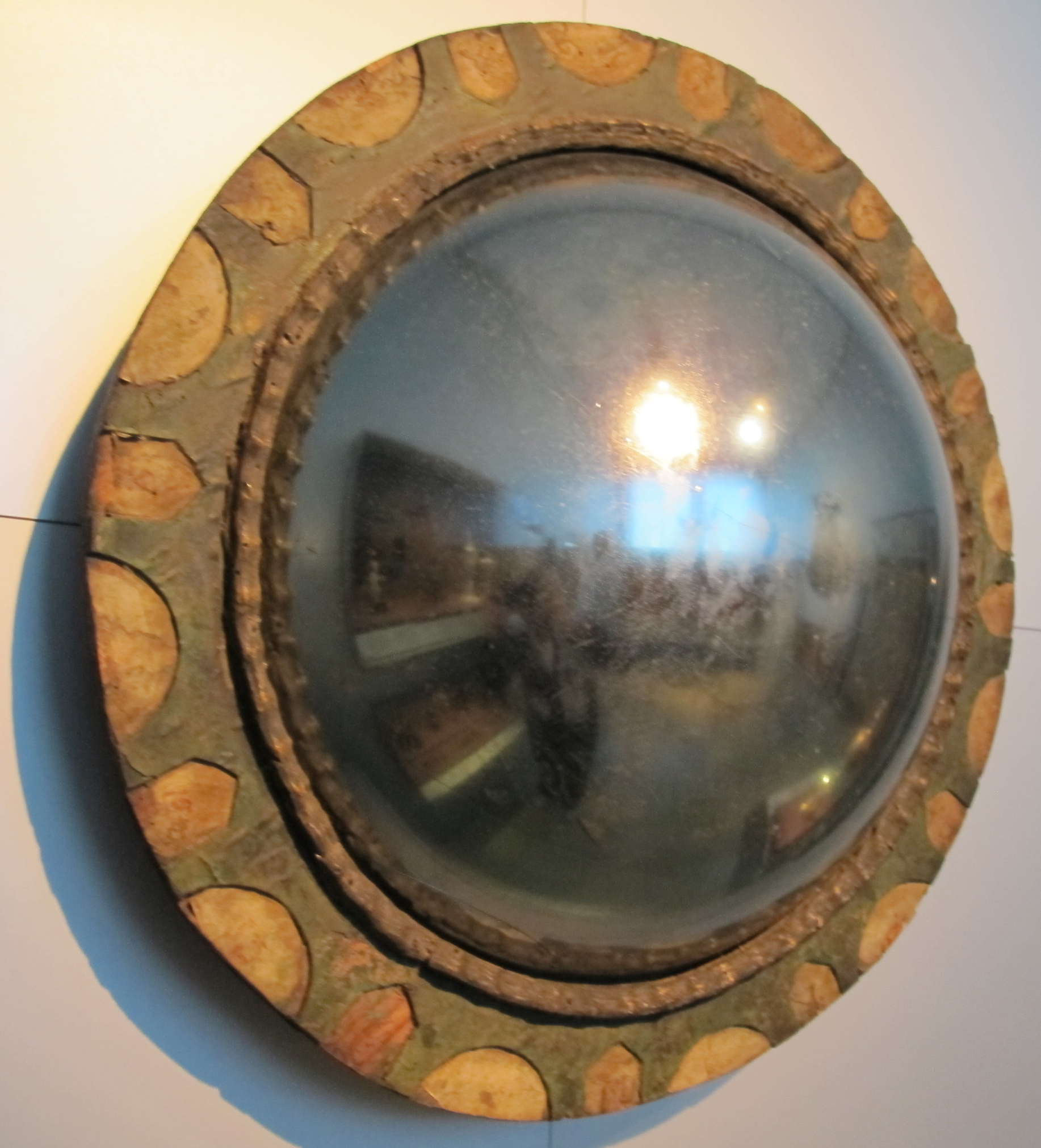
Uno specchio convesso cinquecentesco

La tavola mostra appunto il giovane artista che ritrae il suo volto al centro di una stanza distorta dalla visione dello specchio convesso, con in primo piano una mano appoggiata sul ripiano dove sta lo specchio, che diventa oblunga e deforme, ma finissima nella stesura pittorica. 
Si tratta della mano destra (va considerato infatti che si tratta di uno specchio), con la sinistra che è fuori dal campo visivo, impegnata probabilmente a dipingere. 
Un anellino d'oro è infilato al mignolo e la manica plissettata è dipinta con veloci e sicure pennellate di bianco. Curioso è anche l'abito, rappresentato a grandi linee con pennellate veloci e sicure, una pelliccia da inverno padano, dalla quale sbuca il polsino a sbuffo della camicia bianca di batista. I capelli sono curati, a caschetto, il volto da adolescente (aveva ventun'anni), di angelica bellezza, come scrisse Vasari.
La stanza mostra se non la ricchezza almeno l'agiatezza della famiglia: un soffitto a cassettoni e una finestra "impannata", cioè copribile per tre quarti da un panno per proteggere dal freddo e filtrare la luce come si addiceva a uno studio di pittori. Non si vedono mobili, sintomo di una certa austerità.
Negli studi sul manierismo, l'Autoritratto entro uno specchio convesso è diventato una sorta di emblema di quel periodo dell'arte, grazie alla presenza della visione anamorfica. Varie letture, talvolta bizzarre, sono state proposte sulla scia della sua fama e in base alla conoscenza dell'interesse dell'artista per l'alchimia. In particolare Fagiolo dell'Arco vi vedeva una rappresentazione dell'opus alchemico (1969-1970), con la rotondità della tavola che corrisponderebbe alla "prima materia", lo specchio allo sperimentalismo alchemico, e l'espressione alla malinconia, tipica qualità del carattere dell'alchimista. Freedman (1986) e Boehm (1986) vi lessero un ritratto dell'animo interiore. Oggi queste interpretazioni sono considerate in genere troppo sottili, confermando piuttosto la giustificazione vasariana dello sfoggio virtuoso per l'"entratura" nella competitiva corte pontificia.